# Fritz Schnelbögl
Fritz Schnelbögl (* 26. Januar 1905 in Schnaittach; † 10. September 1977 in Erlangen) war ein deutscher Historiker, Archivar und Heimatforscher.

## Leben
Schnelbögl besuchte das Erasmus-Gymnasium Amberg.
Dann studierte er Germanistik und Geschichte in Heidelberg und München.
1929 promovierte er in München zum Dr. phil. mit einer Arbeit zum Thema Die Heidelberger Handschriften 364 (Parzival G* und Lohengrin A).
Von 1931 bis 1934 schloss sich eine Ausbildung zum Archivar in München an.
Ab 1934 arbeitete Schnelbögl als Archivar am Staatsarchiv Nürnberg.
Mit seiner 1939 verfassten Schrift: Die Juden im Kreis Lauf (Dem Vorkämpfer gegen den Weltfeind Juda, Frankenführer Gauleiter Julius Streicher, zum 12. Februar 1939 überreicht vom Kreis Lauf ...) versuchte Schnelbögl sich mit dem an die Macht gelangten NS-Staat zu arrangieren.
Von 1939 bis 1949 leistete Schnelbögl Kriegsdienst und war anschließend in sowjetischer Kriegsgefangenschaft.
Nach seiner Rückkehr nahm er seine Tätigkeit am Staatsarchiv Nürnberg wieder auf.
1952 war er Mitbegründer des Vereins Altnürnberger Landschaft.
Von 1953 bis 1968 war Schnelbögl Vorstand des Staatsarchivs Nürnberg und dort besonders für das reichsstädtische Archiv verantwortlich.
Im Verein für Geschichte der Stadt Nürnberg war Schnelbögl 1953 bis 1962 Schriftführer und von 1969 bis 1975 stellvertretender Vereinsvorsitzender.
Einen besonderen Platz im Lebenswerk Fritz Schnelbögls nimmt die Herausgabe des Böhmischen Salbüchleins im Jahr 1973 ein.
Er übertrug das handgeschriebene Böhmische Salbüchlein in Druckform zusammen mit Erläuterungen, einem Register und einem Glossar für die altertümlichen Worte, Bezeichnungen und Maßeinheiten.
Dieses wichtige Werk ist heute (2019) nur noch antiquarisch erhältlich oder als Digitalisat bei der Bayerischen Staatsbibliothek.

## Anerkennung
In Schnelbögls Geburtsort Schnaittach wurde eine Straße nach ihm benannt.⊙

## Werke (Auswahl)
- Auerbach in der Oberpfalz, Stadt Auerbach, 1976.
- Das „Böhmische Salbüchlein“ Kaiser Karls IV. über die nördliche Oberpfalz 1366/68 (= Vorstand des Collegium Carolinum (Hrsg.): Veröffentlichungen des Collegium Carolinum. Band 27). R. Oldenbourg Verlag, München / Wien 1973, ISBN 3-486-47621-1 (Digitalisat in Münchener Digitalisierungszentrum [PDF; 37,2 MB; abgerufen am 27. November 2019]).
- Schnaittach und seine Landschaft, Schriftenreihe der Altnürnberger Landschaft, Bd. 20, 1971.
- Dokumente zur Nürnberger Kartographie, 1966.
- Burg Hohenstein, Arbeitsgemeinschaft für Heimatpflege u. Heimatforschung in den Landkreisen Erlangen, Hersbruck, Lauf und Nürnberg-Land (Altdorf), 1956.
- Nürnbergs Bollwerk Lichtenau, Arbeitsgemeinschaft f. Heimatpflege u. Heimatforschung in d. Landkreisen Erlangen, Hersbruck, Lauf u. Nürnberg-Land (Altdorf), 1955.
- Lauf an der Pegnitz, Stadtarchiv, 1941.
- Die Juden im Kreis Lauf (Dem Vorkämpfer gegen den Weltfeind Juda, Frankenführer Gauleiter Julius Streicher, zum 12. Februar 1939 überreicht vom Kreis Lauf ...). Lauf (Pegnitz): Stadtarchiv, 1939.